# Heather Fell
Heather Fell, née le 3 mars 1983 à Plymouth en Angleterre, est une athlète britannique.

## Palmarès
| Discipline/Année                         | 2007 | 2008 | 2009 | 2010 | 2011 |
| ---------------------------------------- | ---- | ---- | ---- | ---- | ---- |
| Jeux olympiques Individuel               | -    | 2e   | -    | -    | -    |
| Championnats du monde seniors Individuel | -    | -    | -    | 2e   | -    |
| Championnats du monde seniors Équipe     | -    | 2e   | 2e   | -    | -    |
| Championnats du monde seniors Relais     | -    | 2e   | -    | -    | -    |
| Coupe du monde seniors Individuel        | 3e   | 2e   | -    | -    | -    |
| Championnats d'Europe seniors Individuel | 2e   | -    | 2e   | -    | -    |
| Championnats d'Europe seniors Équipe     | -    | -    | 1e   | 3e   | -    |
| Championnats d'Europe seniors Relais     | 1e   | -    | -    | -    | -    |

Ce palmarès n'est pas complet